# Mārtiņš Porejs
Mārtiņš Porejs (ur. 6 lipca 1991 w Rydze) – łotewski hokeista, reprezentant Łotwy.

## Kariera
- SK Riga 17 (2007–2008)
- SK LSPA/Riga (2008–2009)
- Dinamo-Juniors Ryga (2009–2010)
- HK Rīga (2010–2013)
- HK Juniors Riga (2011–2013)
- Liepājas Metalurgs (2012/2013)
- Dinamo Ryga (2012–2015)
- Dinamo-Juniors Ryga (2013/2014)
- HK Liepāja (2015)
- Dundee Stars (2015–2016)
- GKS Katowice (2016–2017)
- HK Kurbads (2017–2020)
- HK Zemgale (2020–)
- Dinamo Ryga (2022–2023)
- HK Mogo (2023–)

Występował w rozgrywkach rodzimej łotewskiej ekstraligi, a ponadto w ekstralidze białoruskiej. Grał przez trzy sezony w rosyjskich juniorskich rozgrywkach MHL, w tym w edycji 2012/2013 był kapitanem ryskiej drużyny. Przez trzy sezony był także zawodnikiem Dinama Ryga, w jego barwach występował w rosyjskich elitarnych rozgrywkach KHL edycji 2012/2013. 2013/2014, 2014/2015. Od sierpnia 2015 zawodnik szkockiego klubu w brytyjskich rozgrywkach EIHL. Od sierpnia 2016 zawodnik GKS Katowice w rozgrywkach Polskiej Hokej Ligi. Po sezonie 2016/2017 odszedł z klubu. Od połowy 2017 zawodnik HK Kurbads. Latem 2020 przeszedł do HK Zemgale. Sezon 2022/2023 rozpoczął w Dinamie Ryga, a pod koniec stycznia 2023 przeszedł do HK Mogo.
Został zawodnikiem reprezentacji Litwy. Występował w kadrach juniorskich do lat 18 i do lat 20, w tym na turniejach mistrzostw świata juniorów do lat 18 w 2008 (Dywizja I), 2009 (Dywizja I) oraz mistrzostw świata juniorów do lat 20 w 2011 (Dywizja I). Został reprezentantem seniorskiej kadry Łotwy.

## Sukcesy

### Reprezentacyjne
- Awans do mistrzostw świata do lat 19 Dywizji IA: 2009
- Awans do mistrzostw świata do lat 20 Elity: 2011

### Klubowe
- Złoty medal mistrzostw Łotwy: 2010 z Dinamo-Juniors Ryga
- Srebrny medal mistrzostw Łotwy: 2013 z HK Juniors Riga
- Brązowy medal mistrzostw Łotwy: 2015 z HK Liepāja
- Puchar Nadziei: 2013 z Dinamem Ryga

### Indywidualne
- Sezon MHL (2010/2011): najlepszy obrońca miesiąca – styczeń 2011[9]